# Michael Akins
Michael Akins è un personaggio dei fumetti creato nel 2001 da Greg Rucka e pubblicato da DC Comics. Akins è il commissario di polizia che sostituisce James Gordon alla guida del dipartimento di polizia di Gotham City.

## Biografia
In seguito alla ricostruzione di Gotham City dopo il terremoto che devasta la città, il commissario James Gordon va in pensione, e il suo posto viene preso da Michael Akins.
(James Gordon parla a Batman di Akins)
Akins si dimostra piuttosto restio a coinvolgere Batman chiedendogli aiuto, non vedendo di buon'occhio i vigilantes: quando era ancora detective a Gateway City, Akins affrontò un caso di un bambino rapito, ed un vigilante cercò di salvarlo, col risultato che sia il giovane sia il vigilante finirono uccisi.
(Akins in un dialogo con Batman)
Quando si scatena la feroce guerra tra bande e Batman assume il controllo delle forze di polizia della città, Akins ordina l'arresto dell'Uomo Pipistrello, dichiarando illegali tutti i vigilantes, e rimuovendo il batsegnale dal tetto del dipartimento.
In seguito agli eventi di Un anno dopo e di Crisi infinita, Akins scompare, e Gordon riprende il suo posto come commissario.